# Nebojša Ilić
Nebojša Ilić (26 de febrero de 1968, Belgrado, antigua Yugoslavia) es un exjugador de baloncesto profesional de nacionalidad serbia que militó durante toda su vida deportiva en el Estrella Roja de Belgrado de la liga Yugoslava, excepto los dos años que lo hizo en el Cáceres CB de la liga ACB.

## Trayectoria deportiva
Formó parte de la selección yugoslava que se proclamó campeona en el Mundial Junior de Bormio en 1987 junto a jugadores de la talla de Dino Radja, Aleksandar Djordjevic y Toni Kukoč.
Fue uno de los mejores jugadores de la liga yugoslava de finales de los 80 y principio de los 90 como lo demuestra su nominación como MVP de la liga Yugoslava en la temporada 92-93. En esa misma temporada 1992-93 consigue cuajar el que quizás fuera su mejor partido como profesional al anotar 71 puntos en el encuentro que enfrentó al Estrella Roja con el Privredna Banka.
Jugó en la liga ACB las temporadas 93-94 y 94-95 en las filas del Cáceres CB y promedió 17,4 puntos por partido y un 90% en tiros libres (328/367), siendo uno de los principales artífices de llevar al club extremeño a su mejor clasificación histórica en la liga ACB (5º en la temporada 93-94) y al mejor resultado en competición europea de su historia (semifinales de la copa Korac en la temporada 94-95)

## Características como jugador
Ocupaba la posición de alero y se caracterizaba por ser poseedor de un excelente tiro de larga distancia y por tener unos porcentajes altísimos desde la línea de tiros libres, siendo además un especialista en provocar faltas de los rivales.

## Trayectoria profesional
- Estrella Roja de Belgrado (1986-1993).  Yugoslavia
- Cáceres CB (1993-1995).  España
- Estrella Roja de Belgrado (1995-1997.  Yugoslavia

## Palmarés
- Campeón de la Liga yugoslava con el Estrella Roja Belgrado en la temporada 1992-93
- Medalla de Oro con la Selección Nacional Junior de Yugoslavia en el Campeonato del Mundo de Bormio-87

## Internacionalidad
- Internacional con la Selección Nacional Absoluta de Yugoslavia
- Internacional con la Selección Nacional Juvenil de Yugoslavia
- Internacional con la Selección Nacional Junior de Yugoslavia